# Şehmus Hazer
Şehmus Hazer, né le 15 février 1999 à Batman, est un joueur professionnel turc de basket-ball évoluant aux postes de meneur et d'arrière.

## Biographie

### En club

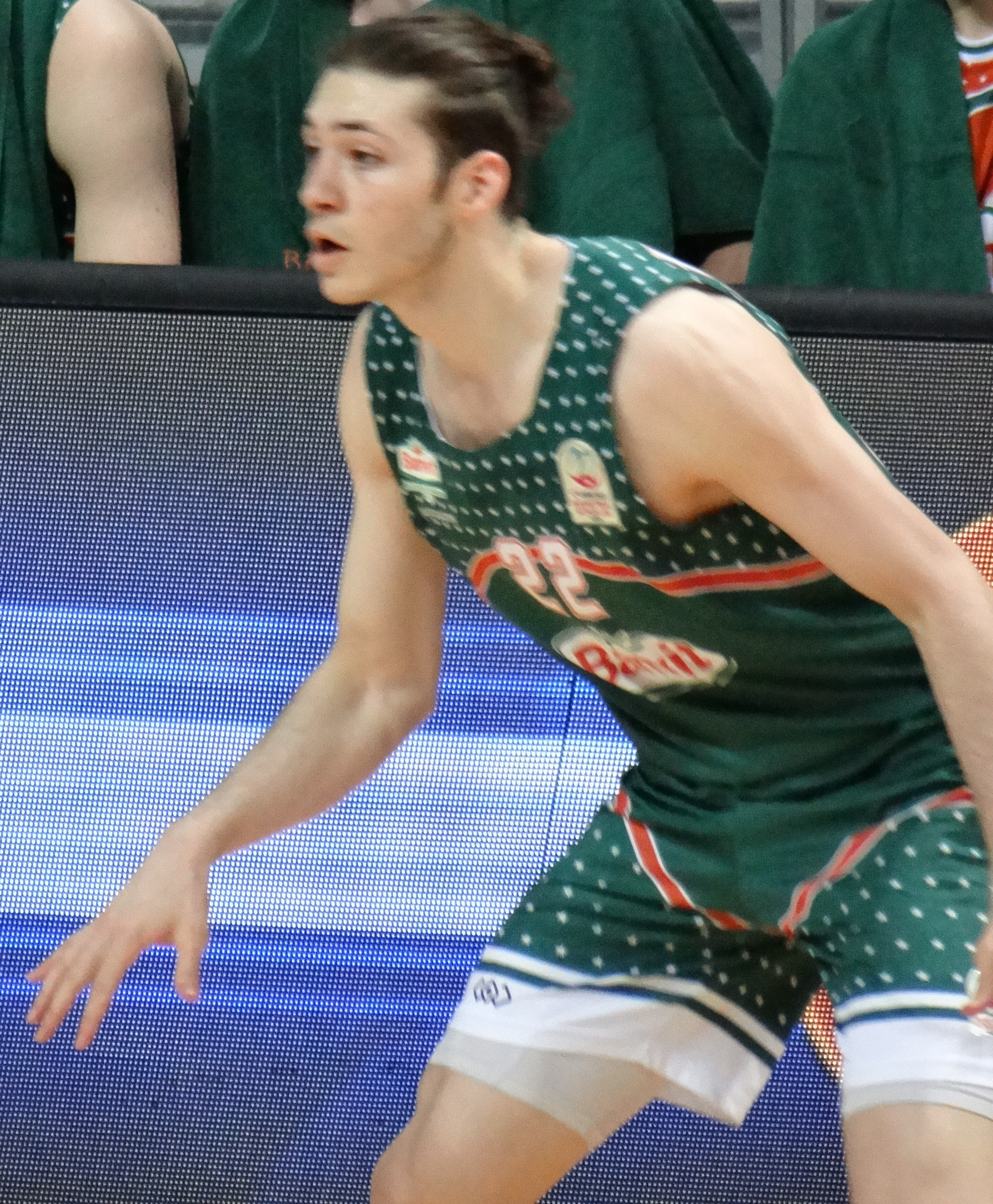
Hazer with Bandırma İhtisas in 2019

Şehmus Hazer commence sa carrière en 2015 en Turquie avec le club de Bandırma Kırmızı B.K..
Après deux saisons, il reste en Turquie et rejoint le club du Bandırma Basketbol İhtisas Kulübü.
En août 2020, il signe un contrat de trois ans avec Beşiktaş JK. Il fait ses débuts le 26 septembre 2020 face à Bursaspor (en) en inscrivant 18 points et une passe décisive. Il termine la saison 2020-2021 avec des moyennes par match de 14,7 points, 4 rebonds et 3,9 passes décisives en 32,7 minutes par match.
À la fin de la saison, Anadolu Efes et Fenerbahçe SK souhaitaient recruter Şehmus Hazer. Bien que son contrat soit toujours actif, il a été vu en train de dîner avec les dirigeants de Fenerbahçe, ce qui a provoqué la colère des dirigeants de Beşiktaş JK. À la suite de cela, Beşiktaş a vendu Şehmus Hazer à Fenerbahçe pour un montant de transfert de 800 000 $, couvrant ainsi le budget saisonnier de toute son équipe grâce au transfert de Şehmus.
Il s'inscrit à la draft 2021 de la NBA où il n'est pas sélectionné. Il participe à la NBA Summer League 2021 avec les Cavaliers de Cleveland.

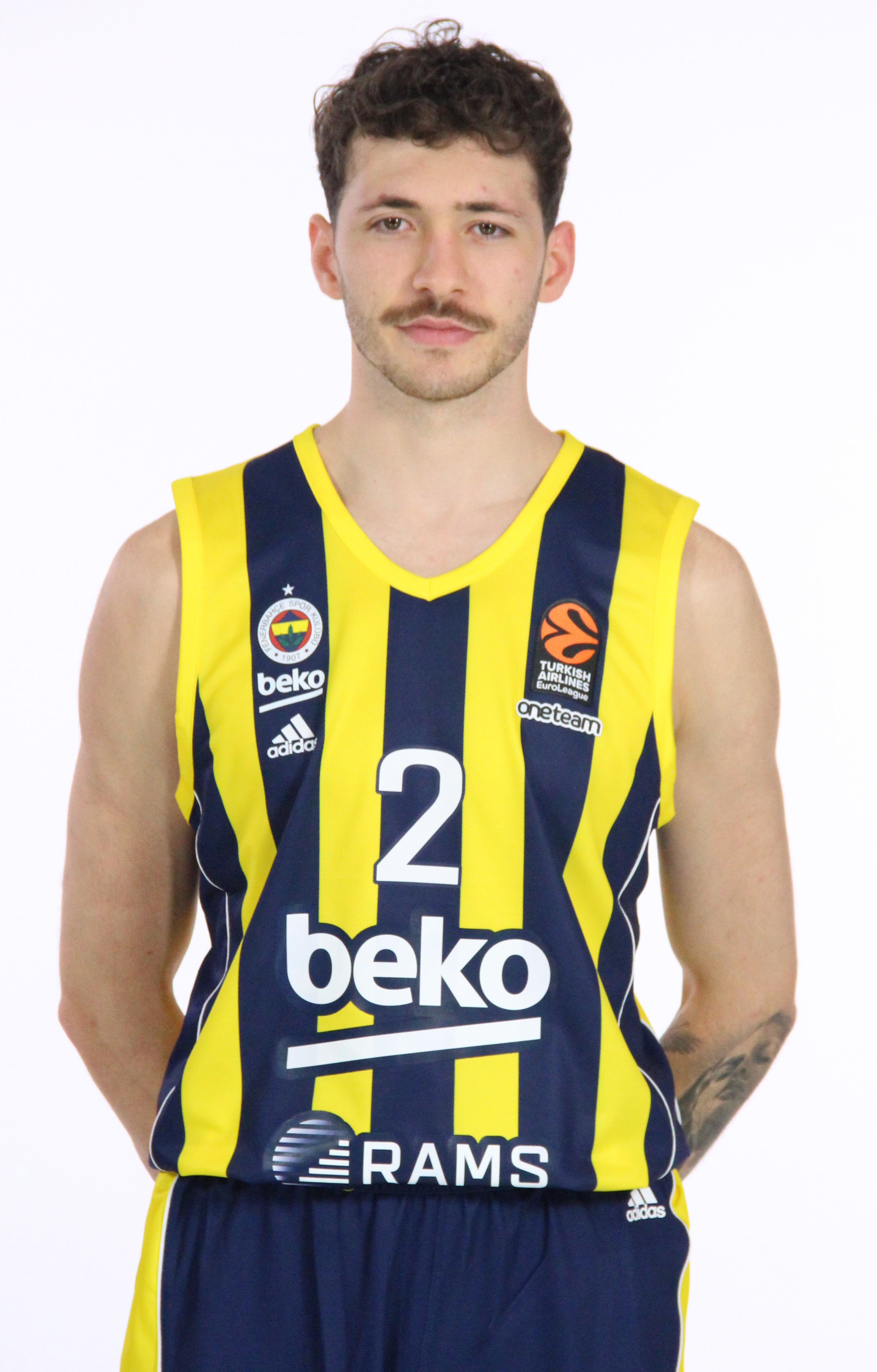
Hazer avec Fenerbahçe

En septembre 2021, il signe un contrat de trois ans avec Fenerbahçe SK. Il dispute son premier match le 26 septembre 2021 face à Darüşşafaka où il joue seulement trois minutes. A l'issue de la saison, il remporte la Türkiye Basketbol Süper Ligi.
Il effectue la saison 2022-2023 avec Fenerbahçe SK.
A l'issue de la saison 2023-2024, il remporte une deuxième fois la Türkiye Basketbol Süper Ligi en battant en finale l'Anadolou Efes et la coupe de Turquie.
En juillet 2024, il rejoint les Kings de Sacramento pour disputer la NBA Summer League 2024.
Toujours en juillet 2024, il s'engage avec Bahçeşehir Koleji S.K. (en) en Türkiye Basketbol Süper Ligi.
Il signe avec l'Anadolu Efes en juillet 2025.

### En équipe nationale
Şehmus Hazer évolue avec les équipes de Turquie des moins de 18 ans et moins de 20 ans. Il fait ses débuts avec l'équipe de Turquie en 2020 lors des qualifications pour l'EuroBasket 2022.
Il est sélectionné pour participer à l'EuroBasket 2022.
En septembre 2024, il reçoit une amende de la part de sa fédération pour avoir refusé une convocation avec son équipe nationale en juin 2024 face à la Philippines et la France.

## Palmarès et Distinctions

### Palmarès
- 2x Vainqueur de la Türkiye Basketbol Süper Ligi (2022, 2024)
- Vainqueur de la coupe de Turquie (2024)

### Distinctions personnelles
Néant.